# Padria
Padria är en ort och kommun i provinsen Sassari i regionen Sardinien i Italien. Kommunen hade 620 invånare (2017).